# Pageant Point
Der Pageant Point (englisch für Festzugsspitze) ist eine Landspitze an der Ostküste von Signy Island im Archipel der Südlichen Orkneyinseln. Sie ist die mittlere und höchste dreier eisfreier Landspitzen am östlichen Ende der Gourlay-Halbinsel.
Teilnehmer der britischen Discovery Investigations nahmen 1933 eine Vermessung vor. Der Falkland Islands Dependencies Survey (FIDS) wiederholte dies im Jahr 1947. Mitglieder des FIDS benannten die Landspitze nach dem Verhalten der Pinguine in den Brutkolonien auf der Gourlay-Halbinsel.